# Palazzo del Tergesteo

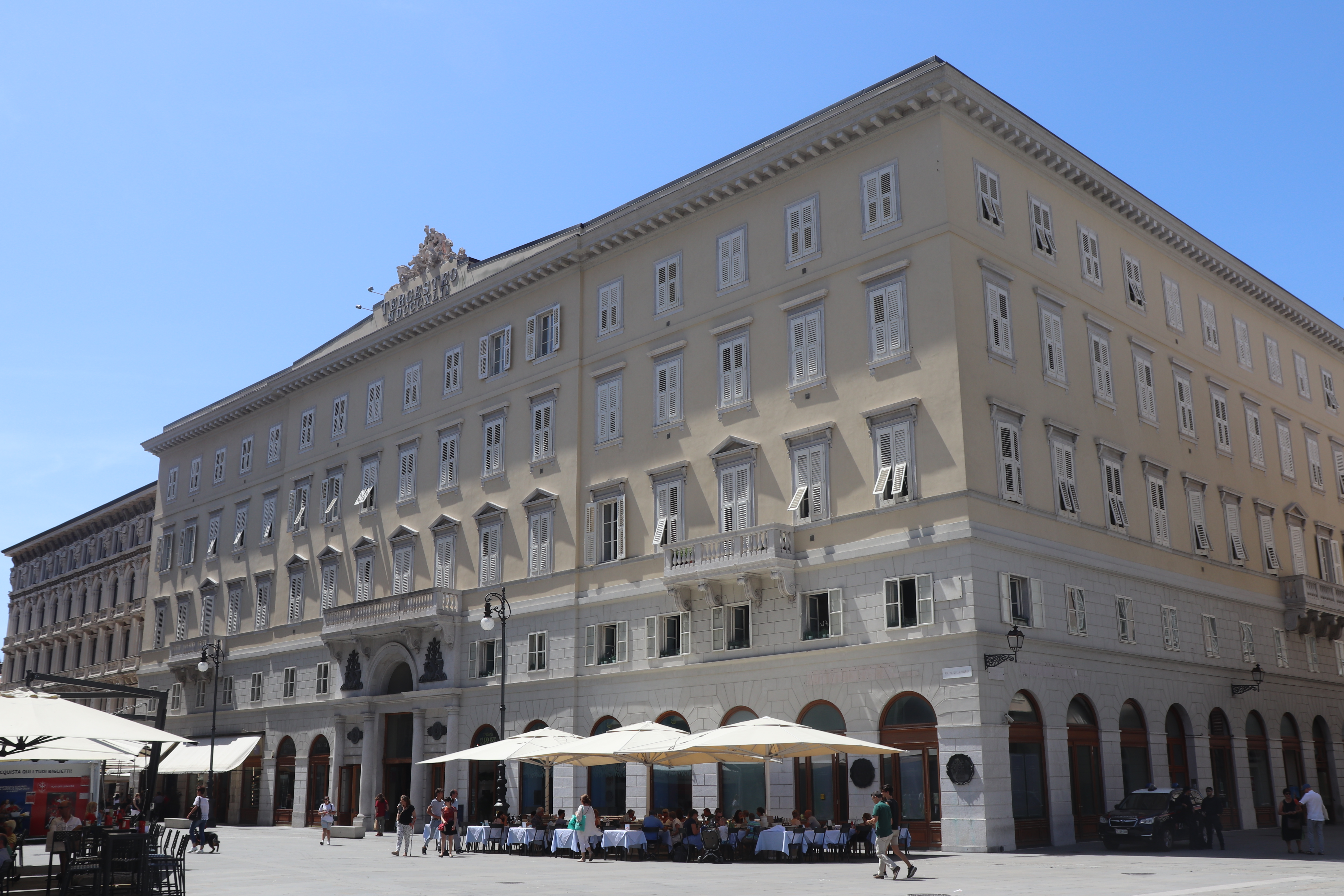
Palazzo del Tergesteo in Triest

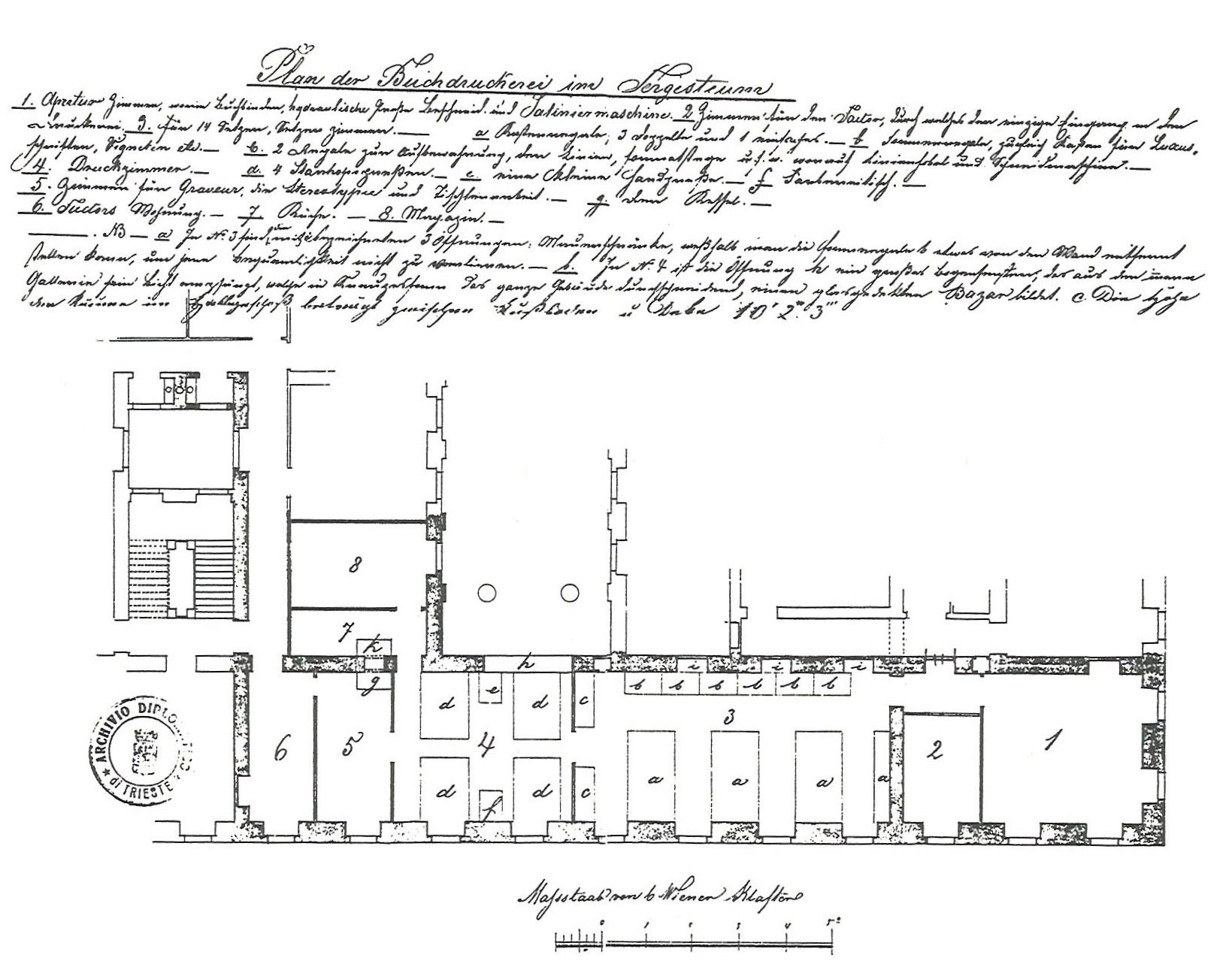
Geplanter Grundriss der Buchdruckerei im Tergesteum (1842)

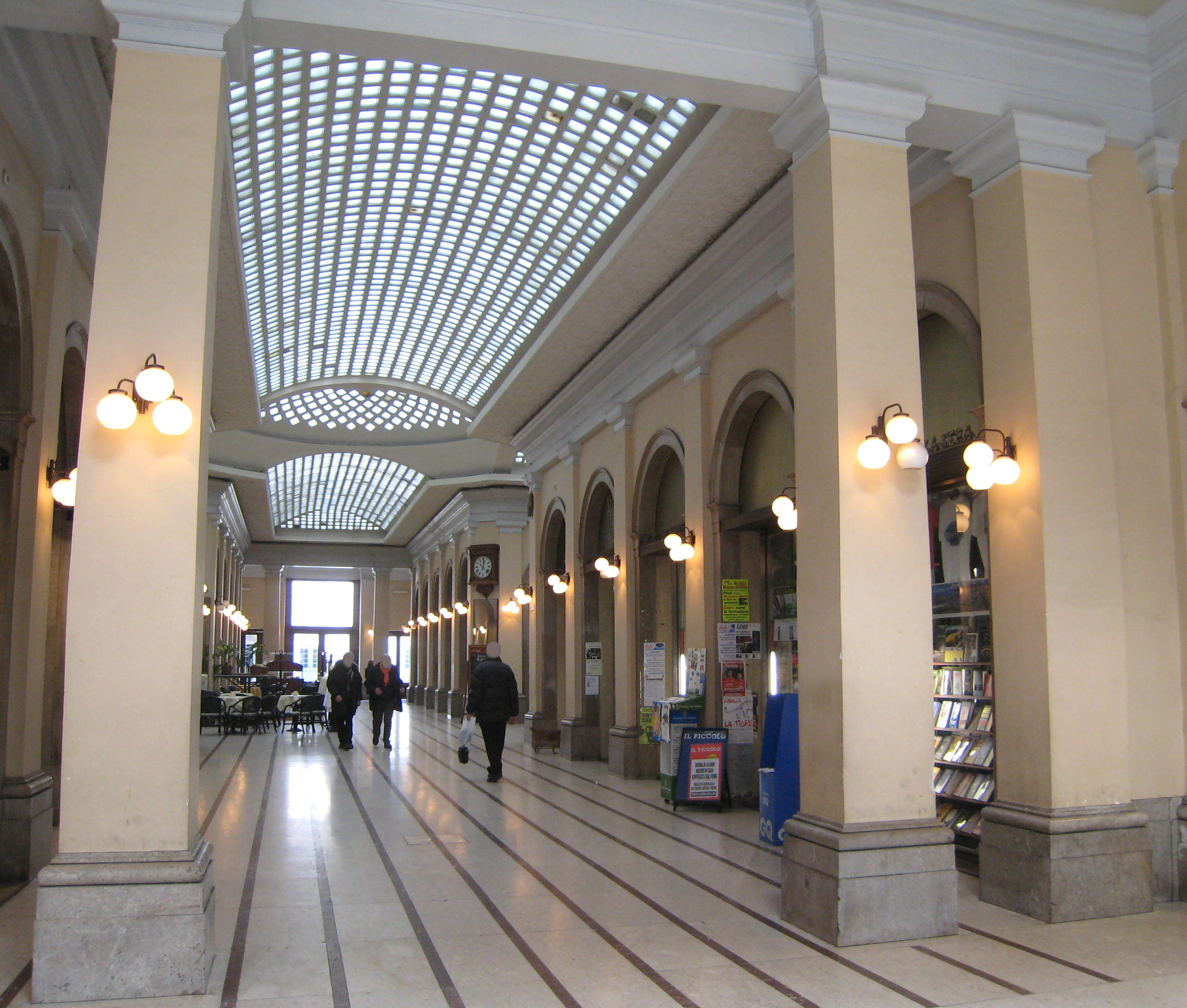
Erdgeschoss vor dem Umbau zum ursprünglichen Zustand (2008)

Der Palazzo del Tergesteo ist ein Palast aus dem 19. Jahrhundert in Triest in der italienischen Region Friaul-Julisch Venetien. Das Gebäude liegt an der Piazza della Borsa, hat aber auch eine Fassade zur Piazza Giuseppe Verdi hin. 1844–1928 war er der Sitz der Börse von Triest, wurde aber mehrmals umgebaut, zum vorerst letzten Mal zwischen 2009 und 2011.

## Geschichte

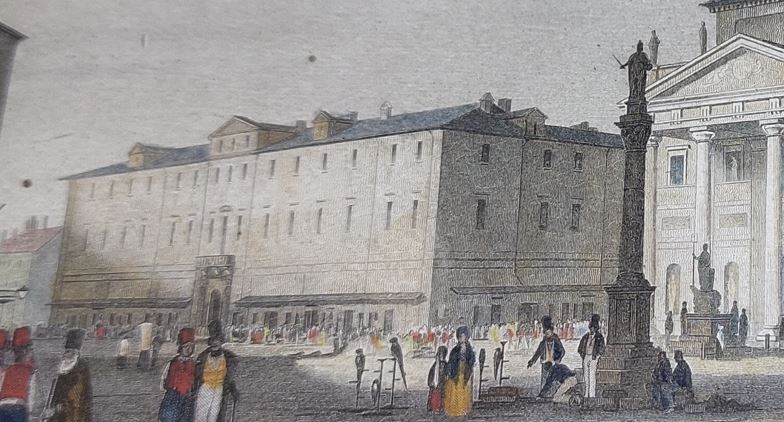
Palazzo del Tergesteo ca. 1830

1838 wurde das Grundstück, auf dem heute der Palast steht, von Giuseppe Brambilla an die Tergesteo-Gesellschaft verkauft, die mit dem Ziel gegründet worden war, einen majestätischen Palast für verschiedene Funktionen in Triest zu erbauen. Die Gesellschaft gab 1500 Aktien aus; zu den Aktionären gehörten auch der österreichische Minister Karl Ludwig von Bruck und der Baron Pasquale Revoltella. Die Bauarbeiten begannen 1840 und wurden 1842 abgeschlossen. Ein Bild von ca. 1830 zeigt das Gebäude vor dem Umbau, jedoch mir einer Etage weniger, aber schon mit dem prächtigen Portal. 
Das Erdgeschoss beherbergt eine Einkaufsgalerie, während die oberen Stockwerke bereits seit der Einweihung als Büros oder Wohnungen dienen. So hatte im Mezzanin-Geschoss des Tergesteums die 1843 gegründete „Tipografia“ (Druckerei) des Österreichischen Lloyd ihren Sitz. Dort befanden sich auch die Lesesäle der Gesellschaft, in denen nationale und internationale Periodika auslagen. 
Das Gebäude sollte zu einem der Finanzzentren von Triest werden, Italo Svevo arbeitete in der Filiale der Unionbank im ersten Obergeschoss und dort spielt ein Teil von La Coscienza di Zeno. Gleichzeitig verbrachte dort der bekannte Komponist Ferruccio Busoni seine Kindheit in der Wohnung seiner Mutter, die zum Teatro Verdi hin lag.
Im Zweiten Weltkrieg wurde das Gebäude von den deutschen Truppen requiriert, wogegen dort in der Zeit des Freien Territoriums Triest eine Erholungseinrichtung der britischen Truppen untergebracht war.
Mit der Rückkehr zu Italien wurde es einer beeindruckenden Restaurierung unterworfen, die 1957 mit dem Abriss der Eisen-Glas-Decke der Einkaufsgalerie und dem Ersatz durch einen Aufbau aus Glasbausteinen endete. Die letzte Restaurierung, die 2011 abgeschlossen wurde, führte zur Wiederherstellung der originalen Eisen-Glas-Decke der Einkaufsgalerie.